# Fofin Turay
Fofin Turay (Groningen, 7 juni 2004) is een Nederlands voetballer met Sierra Leoonse roots die doorgaans als aanvaller bij FC Groningen speelt.

## Loopbaan

### Jeugd
Fofin Turay begon met voetballen bij GVAV-Rapiditas en maakte in 2015 de overstap naar de jeugd van FC Groningen. Hij ontwikkelde zich goed en doorliep alle jeugdselecties en hij in seizoen 2022/2023 onderdeel werd van FC Groningen Onder-21. Hij maakte dermate veel indruk waardoor hij in februari 2023 zijn eerste profcontract tekende en hij zich tot 2025 aan de Groninger club verbond. 

### FC Groningen
In de voorbereiding op het seizoen 2023/24 werd Turay aan de eerste selectie toegevoegd. Hij maakte in deze periode indruk op Dick Lukkien waardoor hij op 11 augustus 2023 als linksbuiten zijn debuut maakte tegen Jong Ajax.

## Clubstatistieken
| Seizoen                        | Club            | Competitie      | Competitie | Competitie | Beker | Beker | Internationaal | Internationaal | Overig | Overig | Totaal | Totaal |
| Seizoen                        | Club            | Competitie      | Wed.       | Dlp.       | Wed.  | Dlp.  | Wed.           | Dlp.           | Wed.   | Dlp.   | Wed.   | Dlp.   |
| ------------------------------ | --------------- | --------------- | ---------- | ---------- | ----- | ----- | -------------- | -------------- | ------ | ------ | ------ | ------ |
| 2023/24                        | FC Groningen    | Eerste Divisie  | 3          | 0          | 0     | 0     | 0              | 0              | 0      | 0      | 3      | 0      |
| Carrière totaal                | Carrière totaal | Carrière totaal | 6          | 0          | 0     | 0     | 0              | 0              | 0      | 0      | 6      | 0      |
| Bijgewerkt op 9 september 2023 |                 |                 |            |            |       |       |                |                |        |        |        |        |

1 Vaessen ·
2 Prins ·
3 Blokzijl ·
4 Ekdal ·
5 Rente ·
6 Resink ·
7 Bacuna  ·
9 Willumsson ·
10 Valente ·
11 Emeran ·
14 Schreuders ·
16 Kwakman ·
18 De Jonge ·
20 Seuntjens ·
21 Jurjus ·
22 Stam ·
23 Turay ·
24 Baron ·
25 Oosting ·
26 Van Bergen ·
27 Mendes ·
29 Postema ·
31 Meijster ·
33 Mortensen ·
36 Mariani ·
43 Peersman ·
46 Van der Werff ·
56 Speelman ·
57 Eggens ·
67 Bouland ·
70 Leicester ·
Van Veen ·
Coach: Lukkien
· Assistent-coach: Goedkoop
· Assistent-coach: Groninger
· Keeperstrainer: Vos